# Choc de pointe
Le choc de pointe, choc apexien, ou choc apical en médecine, dans l'examen cardio-vasculaire, est la vibration sentie à la palpation sur le thorax de la projection de la pointe du cœur.
- Il est normalement situé entre le 4e et le 5e espace intercostal gauche au niveau de la ligne médioclaviculaire.
- En cas de dilatation ventriculaire gauche, il est dévié en bas et à gauche et il est élargi c'est-à-dire perçu sur plus de deux espaces intercostaux
- En cas d'hypertrophie ventriculaire droite, il peut être perçu à droite de la ligne médioclaviculaire